# منصور أباد (دشتياري)
منصور أباد (بالفارسية: منصورآباد) هي قرية تقع في قسم نغور الريفي (مقاطعة تشابهار) في إيران. يقدر عدد سكانها بـ 13 نسمة بحسب إحصاء 2016.